# Новая сербская демократия
Новая сербская демократия (серб. Нова српска демократија / Nova srpska demokratija, NOVA, НСД) — сербская правая политическая партия в Черногории, образованная 24 января 2009 года в результате слияния Сербской народной партии и Народно-социалистической партии Черногории. С 2012 года входит в состав Демократического фронта.

## История
В 2006 году планировалось, что NOVA, задуманная как широкая коалиция просербских партий Черногории, сосредоточенная вокруг «Сербского списка», будет включать в себя Демократическую сербскую партию, а также различные сербские культурные и политические организации. Однако их слияние оказалось более ограниченным: только лишь Сербская народная партия, Народная социалистическая партия и культурная организация «Матица Боке» пришли к соглашению о слиянии. Новую сербскую демократию возглавил Андрия Мандич, лидер бывшей Сербской народной партии. Мандич стремился преобразовать коалицию «Сербский список» в более умеренную и граждански ориентированную партию, чтобы повысить коалиционный потенциал партии, и даже рассматривался вопрос об исключении приставки «серб» из названия недавно сформированной партии. Эта идея, однако, встретила сильное сопротивление во время переговоров о слиянии. Новая партия была окончательно создана 24 января 2009 года.
В результате более умеренной политики новой партии последовала серия попыток объединения оппозиции. На парламентских выборах 2009 года Новая сербская демократия баллотировалась независимо и получила 9,2% голосов и 8 мест. Вскоре после выборов партия вошла в большую проевропейскую коалицию «Лучшая Черногория», в которой оказалась сосредоточена вся парламентская оппозиция того времени (НСД, ДзП и СНПЧ). Коалиция в конечном итоге распалась после низких результатов, показанных на муниципальных выборах 2009–2010 годов.
Незадолго до парламентских выборов 2012 года партия снова присоединилась к коалиции с «Движением за перемены», на этот раз как часть изначально крупного популистского альянса Демократического фронта, возглавляемого умеренным политиком и бывшим дипломатом Миодрагом Лекичем. На выборах Демократический фронт занял второе место, получив 22,8% голосов и 20 мест, из которых NOVA получила 8. В 2015 году Лекич вышел из альянса из-за внутренних разногласий с руководством составляющих его партий, решив создать новую либерально-консервативную политическую партию DEMOS. В партии произошёл раскол, который возглавил её вице-президент Горан Данилович, который присоединился к новой партии Лекича.
Во время парламентских выборов, состоявшихся в 2016 году, Демократический фронт снова занял второе место в избирательном списке с 20,32% голосов и 18 мест, из которых NOVA снова получила 8.
9 мая 2019 года лидер партии Мандич и ещё 13 человек были признаны Верховным судом Черногории виновными в «заговоре с целью совершения террористических актов и подрыве конституционного строя Черногории в ходе предполагаемого государственного переворота, который должен был произойти в день парламентских выборов 2016 года». В феврале 2021 года апелляционный суд отменил приговор первой инстанции по всем пунктам обвинительного заключения.
В парламентских выборах 2020 года NOVA участвовала в составе коалиции «За будущее Черногории». Список получил 32,55% голосов и 27 мест, из которых 9 достались NOVA.

## Идеология
Первоначально партия пыталась позиционировать себя как умеренно консервативная и правоцентристская политическая организация, охотно идущая на компромисс с традиционно черногорскими партиями, поддерживающая вступление в Европейский Союз и отстаивающая права сербского этнического меньшинства более демократичным и институциональным образом, в отличие от своего предшественника, Сербской народной партии.
В последние годы партия сместила свои позиции вправо, но по-прежнему полностью поддерживает вступление в Европейский Союз при условии проведения референдума по этому вопросу. В настоящее время партия является главным сторонником сербско-черногорского юнионизма. NOVA неоднократно запрашивала новую поправку к конституции, которая был позволила поменять национальные символы Черногории (принятые в 2004 году), чтобы они представляли всю Черногорию. Партия также требует, чтобы сербский язык был включен в Конституцию Черногории в качестве официального языка.
Новая сербская демократия совместно с Демократической народной партией поддерживает сотрудничество с крупнейшей партией в России «Единая Россия», а также с крупнейшей партией в Республике Сербской ― Альянсом независимых социал-демократов. NOVA также поддерживает очень тесное сотрудничество с крупнейшей партией, в Сербии Сербской прогрессивной партией, и традиционно поддерживает хорошие отношения с правительством Сербии, независимо от того, кто там находится в данный момент у руля.

## Выборы

### Парламентские выборы
| Год  | Коалиция              | Количество голосов | % голосов избирателей | Общее количество полученных мест |
| ---- | --------------------- | ------------------ | --------------------- | -------------------------------- |
| 2009 | –                     | 29 883             | 9,2%                  | 8 из 81                          |
| 2012 | Демократический фронт | 82 773             | 22,82%                | 8 из 81                          |
| 2016 | Демократический фронт | 77 784             | 20,32%                | 8 из 81                          |
| 2020 | За будущее Черногории | 133 261            | 32,55%                | 9 из 81                          |
| 2023 | За будущее Черногории | 44 565             | 14,74%                | 9 из 81                          |

### Президентские выборы
| Год выборов | #   | Кандидат      | 1 тур голосования | % голосов | 2 тур голосования | % голосов | Примечания          |
| ----------- | --- | ------------- | ----------------- | --------- | ----------------- | --------- | ------------------- |
| 2013        | 2-й | Миодраг Лекич | 154 289           | 48,79%    | —                 | —         | Поддержка кандидата |
| 2018        | 2-й | Младен Боянич | 111 711           | 33,40%    | —                 | —         | Поддержка кандидата |
| 2023        | 3-й | Андрия Мандич | 65 394            | 19,32%    | —                 | —         |                     |